# Thayne (Wyoming)
Thayne es un pueblo ubicado en el condado de Lincoln, Wyoming, Estados Unidos. Tiene una población estimada, a mediados de 2022, de 394 habitantes.

## Geografía
La localidad está ubicada en las coordenadas 42°55′10″N 111°59′48″O / 42.91944, -111.99667 (42.919543, -110.996538). Según la Oficina del Censo, tiene una superficie de 4.06 km², correspondientes en su totalidad a tierra firme.

## Demografía
Según el censo de 2000, en ese momento los ingresos medios de los hogares eran de $31,875 y los ingresos medios de las familias eran de $30,250. Los ingresos per cápita para la localidad eran de $10,248. Los hombres tenían ingresos medios por $31,406 frente a los $15,375 que percibían las mujeres. Alrededor del 27.40% de la población estaba bajo la línea de pobreza nacional.
De acuerdo con la estimación 2017-2021 de la Oficina del Censo, los ingresos medios de los hogares de la localidad son de $79,583. Alrededor del 5.6% de la población está bajo la línea de pobreza nacional.